# 潘多 (烏拉圭)
潘多（西班牙語：Pando）是烏拉圭的城市，由卡內洛內斯省負責管轄，位於該國南部，距離首都蒙特維多23公里，始建於1780年8月5日，海拔高度11米，主要經濟活動是商業和工業，2009年人口30,134。

## 外部連結
- Official site of Pando （页面存档备份，存于）
- Intendencia Municipal de Canelones （页面存档备份，存于）
- INE map of Pando （页面存档备份，存于）